# Носов, Иван Петрович
Ива́н Петро́вич Но́сов (21 мая 1888, деревня Касаниха, Нижегородская губерния, Российская империя — 27 ноября 1937, РСФСР, Советский Союз) — партийный деятель, кандидат в члены ЦК ВКП(б) (1925—1930), член ЦК ВКП(б) (1930—1937).

## Биография
Родился в семье рабочего, сам стал рабочим с 11 или 12 лет, в 1900 году. Участник Революции 1905—1907 гг. в Нижнем Новгороде.
С 1913 г. работал в Петербурге. В русской императорской армии с ноября 1914 по август 1917, служил шофёром автороты. После Февральской революции 1917 председатель комитета в 5-м кавалерийском корпусе корпусе 8-й армии. С августа 1917 председатель заводского комитета РСДРП(б) на химическом заводе в Нижнем Новгороде.
В 1918—1919 гг. занимал должность заведующего отделом в Нижегородском губернском совнархозе, председателя Васильсурского уездного комитета РКП(б). Одновременно был председателем Семёновского уездного исполкома, товарищем председателя Исполнительного комитета Васильсурского уездного Совета (Нижегородская губерния), председателем Васильсурской уездной ЧК. В 1920—1921 председатель ревкома в городе Алексеевка Воронежской губернии, секретарь Воронежского губернского комитета партии.
В 1922—1923 гг. ответственный секретарь Пензенского губкома РКП(б), в 1923—1929 секретарь Пермского губкома, Севастопольского окружного комитета, Крымского обкома, Тверского губкома партии. В 1929—1931 секретарь Московского окружкома и МК ВКП(б).
В 1932—1936 гг. занимал должность первого секретаря Ивановского Промышленного обкома ВКП(б).
В 1936—1937 гг. - 1-й секретарь Ивановского обкома ВКП(б).
Делегат VIII, X и XII—XVII съездов коммунистической партии. Член Центральной контрольной комиссии РКП(б) (1924—1925). Кандидат в члены ЦК ВКП(б) (1925—1930). Член ЦК ВКП(б) (1930—1937). Член ВЦИК и ЦИК (Центрального исполнительного комитета) СССР многих созывов.

## Арест и казнь
По приказу НКВД-УНКВД от 30.07.1937 № 00447 был включен в состав «тройки», однако уже через несколько дней был выведен из её состава на основании П51/544 от 08.08.37. Именно в этот день на 5-м  пленуме Ивановского облисполкома в присутствии и по инициативе члена Политбюро Л. М. Кагановича, который прибыл с целью «чистки» партийных кадров в Иваново, Носов был обвинен в руководящей роли в правотроцкистском центре и вызван ЦК в Москву, где 26 августа последовал его арест. 27 ноября 1937 года по постановлению Военной Коллегии Верховного Суда СССР Носов расстрелян за то, что якобы являлся участником антисоветской и диверсионно-вредительской организации правых, через которую осуществлял руководство всей вредительской деятельностью в сельском хозяйстве и промышленности. На Октябрьском пленуме ЦК ВКП(б) (11-12 октября 1937 года) исключён из состава ЦК как разоблачённый «враг народа». Имя И. Носова было включено в сталинский расстрельный список, датированный 1 ноября 1937 года (№ 15 в списке из 45 человек, под грифом «Бывшие члены и кандидаты ЦК ВКП(б)»). Приговорён к ликвидации Сталиным. 27 ноября 1937 приговор формально утверждён Военной коллегией Верховного суда СССР. Казнён в тот же день.
17 ноября 1956 года реабилитирован посмертно.